# Кубок Кремля 2016
Kremlin  Cup 2016 (також відомий під назвою VTB Kremlin Cup 2016 за назвою спонсора) — тенісний турнір, що проходив на закритих кортах з твердим покриттям спорткомплексу Олімпійський у Москва, Росія. Це був 27-й за ліком Кубок Кремля серед чоловіків і 21-й - серед жінок. Належав до категорії 250 у рамках Туру ATP 2016 і категорії Premier у рамках Туру WTA 2016. Тривав з 17 до 23 жовтня 2016 року.
Згідно з заявою Тарпіщева, 15 жовтня встановлено світовий рекорд відвідуваності матчу кваліфікації - 4800 осіб.

## Учасники основної сітки в рамках чоловічого турніру

### Сіяні учасники
| Країна     | Гравець                 | Рейтинг1 | Сіяний |
| ---------- | ----------------------- | -------- | ------ |
| Іспанія    | Роберто Баутіста Аґут   | 19       | 1      |
| Іспанія    | Альберт Рамос-Віньйолас | 27       | 2      |
| Німеччина  | Філіпп Кольшрайбер      | 30       | 3      |
| Сербія     | Віктор Троїцький        | 31       | 4      |
| Словаччина | Мартін Кліжан           | 33       | 5      |
| Іспанія    | Пабло Карреньо Буста    | 35       | 6      |
| Італія     | Паоло Лоренці           | 37       | 7      |
| Росія      | Андрій Кузнєцов         | 42       | 8      |
| Іспанія    | Марсель Гранольєрс      | 43       | 9      |

- Рейтинг подано станом на 10 жовтня 2016

### Інші учасники
Нижче наведено учасників, які отримали вайлдкард на участь в основній сітці:
- Джем Ількель
- Карен Хачанов
- Костянтин Кравчук

Нижче наведено гравців, які пробились в основну сітку через стадію кваліфікації:
- Олександр Бублик
- Аслан Карацев
- Данило Медведєв
- Юрген Мельцер

Як щасливий лузер в основну сітку потрапили такі гравці:
- Федеріко Гайо

### Відмовились від участі
До початку турніру
- Бернард Томіч →його замінив  Євген Донской
- Їржі Веселий →його замінив  Лукаш Росол
- Мартін Кліжан →його замінив  Федеріко Гайо

### Знялись
- Марсель Гранольєрс
- Аслан Карацев
- Михайло Кукушкін

## Учасники основної сітки в парному розряді

### Сіяні пари
| Країна     | Гравець               | Країна     | Гравець            | Рейтинг1 | Сіяний |
| ---------- | --------------------- | ---------- | ------------------ | -------- | ------ |
| Іспанія    | Пабло Карреньо Буста  | Іспанія    | Марсель Гранольєрс | 52       | 1      |
| Колумбія   | Хуан Себастьян Кабаль | Колумбія   | Роберт Фара        | 60       | 2      |
| Аргентина  | Гільєрмо Дюран        | Польща     | Маріуш Фирстенберг | 119      | 3      |
| Нідерланди | Веслі Колгоф          | Нідерланди | Матве Мідделкоп    | 119      | 4      |

- 1 Рейтинг подано станом на 10 жовтня 2016

### Інші учасники
Нижче наведено пари, які отримали вайлдкард на участь в основній сітці:
- Євген Донской /  Теймураз Габашвілі
- Данило Медведєв /  Андрій Рубльов

### Відмовились від участі
Під час турніру
- Марсель Гранольєрс

## Учасниці основної сітки в рамках жіночого турніру

### Сіяні учасниці
| Країна     | Гравчиня               | Рейтинг1 | Сіяна |
| ---------- | ---------------------- | -------- | ----- |
| Росія      | Світлана Кузнецова     | 8        | 1     |
| Словаччина | Домініка Цібулкова     | 10       | 2     |
| Іспанія    | Карла Суарес Наварро   | 12       | 3     |
| Україна    | Еліна Світоліна        | 15       | 4     |
| Росія      | Олена Весніна          | 19       | 5     |
| Чехія      | Барбора Стрицова       | 20       | 6     |
| Росія      | Анастасія Павлюченкова | 21       | 7     |
| Росія      | Дарія Касаткіна        | 24       | 8     |
| Угорщина   | Тімеа Бабош            | 26       | 9     |

- Рейтинг подано станом на 10 жовтня 2016

### Інші учасниці
Нижче наведено учасниць, які отримали вайлдкард на участь в основній сітці:
- Анна Калинська
- Світлана Кузнецова

Нижче наведено гравчинь, які пробились в основну сітку через стадію кваліфікації:
- Анна Блінкова
- Ніколь Гіббс
- Катерина Сінякова
- Леся Цуренко

Гравчиня, що потрапила в основну сітку, як щасливий лузер:
- Ана Конюх

### Відмовились від участі
До початку турніру
- Сара Еррані →її замінила  Анастасія Севастова
- Кароліна Плішкова →її замінила  Шелбі Роджерс
- Моніка Пуїг →її замінила  Данка Ковінич
- Домініка Цібулкова →її замінила   Ана Конюх

Під час турніру
- Анна Блінкова

### Знялись
- Карла Суарес Наварро

## Учасниці основної сітки в парному розряді

### Сіяні пари
| Країна    | Гравчиня            | Країна   | Гравчиня           | Рейтинг1 | Сіяна |
| --------- | ------------------- | -------- | ------------------ | -------- | ----- |
| Росія     | Катерина Макарова   | Росія    | Олена Весніна      | 15       | 1     |
| Чехія     | Андреа Главачкова   | Чехія    | Луціє Градецька    | 25       | 2     |
| Чехія     | Катерина Сінякова   | Словенія | Катарина Среботнік | 60       | 3     |
| Австралія | Анастасія Родіонова | Україна  | Ольга Савчук       | 100      | 4     |

- 1 Рейтинг подано станом на 10 жовтня 2016

### Інші учасниці
Нижче наведено пари, які отримали вайлдкард на участь в основній сітці:
- Анна Калинська /  Олеся Первушина
- Дзаламідзе Натела Георгіївна /  Вероніка Кудерметова

## Переможці та фіналісти

### Одиночний розряд, чоловіки
- Пабло Карреньо Буста —  Фабіо Фоніні, 4–6, 6–3, 6–2

### Одиночний розряд, жінки
- Світлана Кузнецова —  Дарія Гаврилова, 6–2, 6–1

### Парний розряд, чоловіки
- Хуан Себастьян Кабаль /  Роберт Фара —  Юліан Ноул /  Юрген Мельцер, 7–5, 4–6, [10–5]

### Парний розряд, жінки
- Андреа Главачкова /  Луціє Градецька —  Дарія Гаврилова /  Дарія Касаткіна, 4–6, 6–0, [10–7]